# شاو روندي
شاو روندي (بالإنجليزية: Chaux Ronde)‏ هو أحد جبال سلسلة جبال الألب البرنية وجزء من القمة الأم Chamossaire يقع في كانتون فود، سويسرا. يبلغ ارتفاع الجبل حوالي 2028 متر، بينما يبلغ ارتفاع نتوء الجبل 223 متر.